# 8048 Andrle
8048 Andrle este un asteroid din centura principală de asteroizi.

## Descriere
8048 Andrle este un asteroid din centura principală de asteroizi. A fost descoperit pe 22 februarie 1995 la Observatorul Kleť de Miloš Tichý și Zdeněk Moravec
. Asteroidul prezintă o orbită caracterizată de o semiaxă mare de 3,00 ua, o excentricitate de 0,07 și o înclinație de 10,0° în raport cu ecliptica.